# Дионисиу
Дионисиу (грч. Διονυσίου) је насељено место у општини Нова Пропонтида у периферији Средишња Македонија, Грчка. Према попису из 2021. године било је 432 становника.
Насеље је некада било манастирски метох на коме је 1920. године живело 30 житеља. Године 1924. ту је подигнуто ново насеље где су насељене грчке избегличке породице, којих је на попису из 1928. године било 477. Село се раније звало Метохи Дионисиу.